# Marcel Krömker
Marcel Krömker (* 16. Juli 1981 in Bielefeld) ist ein deutscher Jazzmusiker (Kontrabass, Komposition).

## Leben und Wirken
Krömker, der zunächst mehrere Preise bei Jugend jazzt und Jugend musiziert errang, studierte Bass am Conservatorium van Amsterdam und am Jazz-Institut Berlin. Er nahm Kurse unter anderem bei Avishai Cohen, Bobby McFerrin, John Ruocco, Joey Baron, Kenny Werner und John Scofield. Er gehörte zu den Trios von Pär Lammers und Chris Gall (Climbing Up), zum Quintett von Sebastian Schunke (Life and Death) und zu Ed Krögers Interplay (gleichnamiges Album 2011). Weiterhin arbeitete er im Trio Center um Lizzy Scharnofske (No. 3), mit Diego Piñera und im Spiral Vortex Trio. Zudem spielte er Konzerte mit Nils Landgren, Tony Lakatos, Nils Wogram, Tino Derado, Giovanni Perin, Changuito, Michael Moore, Jasper Blom, Leni Stern und Peter Ehwald.
Krömker veröffentlichte 2020  mit Tweet sein Debütalbum unter eigenem Namen. In unterschiedlichen Konstellationen war er von Island bis Marokko, von Venezuela bis Südkorea auf Tournee.

## Diskographische Hinweise
- Marcel & the Bathing Birds Tweet (Octason Records 2020, mit Alex Sipiagin, Dan Freeman und Diego Piñera)[3]